# Ida Lewis (attrice)
Ida Lewis (New York, maggio 1848 – Los Angeles, 21 aprile 1935) è stata un'attrice statunitense che lavorò nel cinema essenzialmente all'epoca del muto.
Proveniente dal teatro, iniziò la sua carriera cinematografica negli anni dieci del Novecento. Data la sua età, ricoprì ruoli da caratterista, specializzandosi in quelli familiari, come madre anziana o simili. A teatro, aveva cominciato a recitare all'epoca d'oro di Augustin Daly e Lester Wallack, grandi impresari dell'Ottocento.

## Filmografia
- A Spartan Girl of the West, regia di Thomas Ricketts - cortometraggio (1913)
- A Divorce Scandal, regia di Thomas Ricketts - cortometraggio (1913)
- Armed Intervention, regia di Thomas Ricketts - cortometraggio (1913)
- Fate's Round-Up, regia di Thomas Ricketts - cortometraggio (1913)
- The Shriner's Daughter, regia di Thomas Ricketts - cortometraggio (1913)
- Unto the Weak, regia di Thomas Ricketts - cortometraggio (1914)
- Calamity Anne in Society, regia di Thomas Ricketts - cortometraggio (1914)
- The Hermit, regia di Thomas Ricketts - cortometraggio (1914)
- The Lost Treasure, regia di Thomas Ricketts - cortometraggio (1914)
- The Dream Child, regia di Thomas Ricketts - cortometraggio (1914)
- The Carbon Copy, regia di Thomas Ricketts - cortometraggio (1914)
- The Pursuer Pursued, regia di Thomas Ricketts - cortometraggio (1914)
- A Decree of Justice, regia di Thomas Ricketts - cortometraggio (1914)
- Like Father, Like Son, regia di Thomas Ricketts - cortometraggio (1914)
- The Independence of Susan, regia di Thomas Ricketts - cortometraggio (1914)
- The Smouldering Spark, regia di William Desmond Taylor - cortometraggio (1914)
- In the Moonlight, regia di Thomas Ricketts - cortometraggio (1914)
- Calamity Anne's Love Affair, regia di Thomas Ricketts - cortometraggio (1914)
- In the Footprints of Mozart, regia di Thomas Ricketts - cortometraggio (1914)
- Sheltering an Ingrate, regia di Thomas Ricketts - cortometraggio (1914)
- Mein Lieber Katrina - cortometraggio (1914)
- Blue Knot, King of Polo, regia di Thomas Ricketts - cortometraggio (1914)
- Mein Lieber Katrina Catches a Convict, regia di Thomas Ricketts - cortometraggio (1914)
- The Lure of the Sawdust, regia di Tom Ricketts - cortometraggio (1914)
- Youth and Art, regia di Tom Ricketts - cortometraggio (1914)
- The Broken Barrier, regia di Thomas Ricketts - cortometraggio (1914)
- All on Account of a Jug, regia di Thomas Ricketts - cortometraggio (1914)
- The Master of the House, regia di Richard Stanton - cortometraggio (1914)
- A Modern Noble, regia di Jay Hunt (1915)
- The Alien, regia di Reginald Barker e Thomas H. Ince (1915)
- Tiny Hands, regia di Sydney Ayres - cortometraggio (1915)
- The Mating, regia di Raymond B. West (1915)
- The Spite Husband - cortometraggio (1916)
- The Painted Lie, regia di Robert B. Broadwell, Harrish Ingraham e Crane Wilbur (1917)
- The Single Code, regia di Thomas Ricketts (1917)
- Whither Thou Goest, regia di Raymond B. West (1917)
- Unto the End, regia di Harrish Ingraham (1917)
- Alimony, regia di Emmett J. Flynn (1917)
- A Man's Man, regia di Oscar Apfel (1918)
- Humdrum Brown, regia di Rex Ingram (1918)
- Blue Blood, regi di Eliot Howe (1918)
- More Trouble, regia di Ernest C. Warde (1918)
- Patriotism
- Wedlock, regia di Wallace Worsley (1918)
- Maid o' the Storm, regia di Raymond B. West (1918)
- Inside the Lines, regia di David Hartford (1918)
- The Bells, regia di Ernest C. Warde (1918)
- Dangerous Waters, regia di Parke Frame e Joseph Franz (come J.J. Franz) (1919)
- Mary's Ankle, regia di Lloyd Ingraham (1920)
- A Man's Man, regia di Oscar Apfel (1920)
- Paris Green, regia di Jerome Storm (1920)
- Peaceful Valley, regia di Jerome Storm (1920)
- Some Pun'kins, regia di Jerome Storm (1925)
- Sweet Adeline, regia di Jerome Storm (1926)
- Law of Fear
- Peccatori (Sinners in the Sun), regia di Alexander Hall (1932)
- Se avessi un milione